# 任本恕
任本恕（？年—？年），雲南省雲南府昆明縣人，清朝政治人物、進士出身。
光緒二十四年（1898年），参加光緒戊戌科殿試，登進士二甲103名。同年五月，以主事分部学习。